# Gran Premi de Barcelona d'automobilisme
El Gran Premi de Barcelona d'automobilisme fou una competició d'automobilisme organitzada pel RACC durant els anys 60 i 70. La competició es disputà al Circuit de Montjuïc amb curses de Fórmula 2 i Fórmula 3.

## Vegeu també

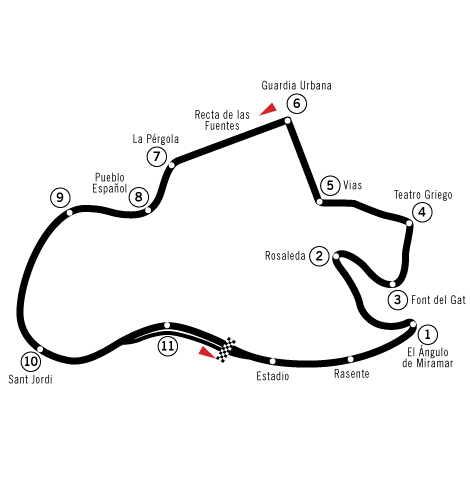
El circuit de Montjuïc

## Guanyadors

### Fórmula 2
| Any  | Edició                      | Pilot              | Equip              |
| ---- | --------------------------- | ------------------ | ------------------ |
| 1966 | I Gran Premi de Barcelona   | Jack Brabham       | Brabham - Honda    |
| 1967 | II Gran Premi de Barcelona  | Jim Clark          | Lotus - Cosworth   |
| 1968 | III Gran Premi de Barcelona | Jackie Stewart     | Matra - Cosworth   |
| 1969 | IV Gran Premi de Barcelona  | No es disputà      | No es disputà      |
| 1970 | V Gran Premi de Barcelona   | Derek Bell         | Brabham - Cosworth |
| 1971 | VI Gran Premi de Barcelona  | No es disputà      | No es disputà      |
| 1974 | VII Gran Premi de Barcelona | Hans-Joachim Stuck | March - BMW/Rosche |

### Fórmula 3
| Any  | Edició                      | Pilot           | Equip                    |
| ---- | --------------------------- | --------------- | ------------------------ |
| 1966 | I Gran Premi de Barcelona   | Mike Beckwith   | Lola - Ford/Cosworth     |
| 1967 | II Gran Premi de Barcelona  | Henri Pescarolo | Matra - Ford/Cosworth    |
| 1968 | III Gran Premi de Barcelona | Reine Wisell    | Tecno - Ford/Novamotor   |
| 1969 | IV Gran Premi de Barcelona  | Tim Schenken    | Brabham - Ford/Lucas     |
| 1970 | V Gran Premi de Barcelona   | Jürg Dubler     | Chevron - Ford/Novamotor |
| 1971 | VI Gran Premi de Barcelona  | Bernard Lagier  | Brabham - Ford/Novamotor |